# آریو د لا انکمیندا
آریو د لا انکمیندا (به اسپانیایی: Arroyo de la Encomienda) یک شهرستان در اسپانیا است که در استان وایادولید واقع شده‌است.